# El Código Omega
El Código Omega es una película de ficción cristiana de 1999, dirigida por Robert Marcarelli, protagonizada por Casper Van Dien y Michael York, como el antagonista. Su trama principal presenta una visión evangélica cristiana sobre el milenio, y una parcela por el Anticristo para apoderarse del mundo. La película está basada en una novela escrita por el teleevangelista Paul Crouch, jefe de la Trinity Broadcasting Network, donde en ocasiones se transmite la película en su estación de televisión por cable. Esto dio lugar a una precuela que cuenta los acontecimientos de esta película mientras le contaba la historia de cómo el Anticristo llegó al poder. La precuela, Megiddo: The Omega Code 2, tiene un presupuesto más grande que el original, pero resultó ser menos popular.

## Argumento
La trama de la película comienza en Jerusalén, donde un rabino llamado Rostenburg está escribiendo un código de la Biblia en su ordenador portátil. Un puntero láser se muestra apuntando a su pecho, y él es asesinado a tiros. El hombre que le disparó se muestra vistiendo traje de un rabino, y luego salir con el disco de la computadora que contiene el código. A raíz de esto, dos hombres misteriosos tomar una página del suéter Rostenburg y mantenerlo. Estos misteriosos hombres en el camino del asesino como él es abandonar el lugar, lo que lleva a la segunda entrega de su arma antes de poder salir. 
La escena cambia a la fase posterior de un show en vivo, conducido por Casandra Barashe (Catherine Oxenberg), donde el Dr. Gillian Lane (Casper Van Dien), un autor y orador, se está preparando para ir al escenario. Él se muestra a continuación, vienen y explicar su libro y cómo el Antiguo Testamento es un pasaje de nuestro pasado, presente y futuro. Después del show, se le ve volver a casa y visitar a su exesposa y su hija en el cumpleaños de este último. 
Stone Alexander (Michael York) y después se demuestra hablando en una ceremonia de paz en Roma, el cómo se ha alimentado a los hambrientos en África, con las obleas de agua y alimentos. El Dr. Lane es retratado como estar allí para visitar y "disfrutar de un poco de champán bien y para apoyar una buena causa." Se puso de manifiesto a la audiencia que el hombre que mató al rabino en el principio es el aprendiz de Stone, Dominic (Michael Ironside). El Dr. Lane se reúne con Casandra, y los dos forman una alianza. 
Lane y Stone se presentan para hacer una gira mundial de buena voluntad, como un tema relacionado con la creación del Estado palestino. Stone también hace un tratado de paz de siete años con los palestinos y los israelíes antes de pasar a otras regiones del mundo. Mientras tanto, la familia de Lane se demuestra no ser capaz de ver debido a su apretada agenda. 
Después de tres años y medio, Lane descubre que Stone había estado utilizando el código de computadora que se muestra en el principio de la película. Este código se basa en lo que se llama el estudio 3-D de la Biblia, donde los mensajes proféticos son revelados. Stone y su guardaespaldas encontrar Lane, que por requerimientos de Stone que sea su profeta. Le pregunta a Dominic para irse, pero Dominic, en una rabia de quedarse todo el tiempo saca su pistola y dice: "Usted dijo que yo sería el profeta!" A continuación, los brotes de piedra, pero no para disparar Lane. Como Stone estaba muriendo, que se conecta con el siguiente código. Dominic se comunica con todos los agentes policiacos diciendo que Lane asesinó a Alexander, que luego daría lugar a una cacería humana en todo el mundo. Personas de todo el mundo asisten al funeral de Stone. Lane, por su parte, está a punto de despegar en un avión cuando recuerda lo que Rostenburg había dicho acerca de la Torá que contiene el código genético del universo. Debido a que Rostenburg no ancontró el código final, Satanás entra en el cuerpo de Stone para que pueda continuar los planes. Más tarde, en la película, que obtiene el código final a través de Cassandra tentador para amenazar a Lane por arma de fuego. Stone Alexander se proclama Rey y Dios en una coronación. La gente se molesta y acusa a Stone de blasfemo; y los dos profetas se eonjan cuando empiezan diciendo versos de la Biblia cuando Stone les exige que "le muestre una señal, aquí mismo, ahora mismo!" uno de los profetas le responde "es una generación malvada y perversa, que pide una señal, pero como Cristo es la única señal, será la siguiente: El Señol puede destruir los templos de sus santos profetas y el Señor puede reconstruirlos en 3 días!" Para que después, Stone dice que "Será un placer!" Luego Dominic mata a los profetas, mientras que Stone le dice que debe mantenerlos en la pantalla para mostrar lo que le sucederá si alguien lo desafía, invocando una protesta general de los musulmanes y los Judíos. Alexander se las arregla para salir en helicóptero, comprometiéndose a hacer un ejemplo de Jerusalén. Mientras tanto, el último código se demuestra que es falso (el código de verdad fue con los profetas). 
Stone Alexander conduce ejércitos a Jerusalén, ya que es el primero en retirarse de la alianza global. Los dos profetas son resucitados. Lane aparece con el código. Stone dice que él va a cancelar el ataque si Lane introduce el código final. Lane lo hace. Stone está a punto de comenzar la destrucción de Jerusalén, "En mi marca, 3,2 y" cuando aparece una luz brillante del cielo, Satanás sale del cuerpo de Stone, dejando a Alexander muerto, mientras que Cassandra es liberada. La película se cierra como vemos lo que el código final, dijo desde el principio de la película: El origen de Nuevo Milenio